# ناحیه جیانگان
ناحیه جیانگان (به لاتین: Jianghan District) یک منطقهٔ مسکونی در چین است که در ووهان واقع شده‌است. منطقه جیانگان ۳۳٫۴۳ کیلومتر مربع مساحت و ۶۸۳٬۴۹۲ نفر جمعیت دارد.